# 우공로 묘비
우공로 묘비는 대한민국 충청남도 공주시 탄천면에 있다. 1997년 6월 5일 공주시의 향토문화유적 제16호로 지정되었다.